# Arpento
L'arpento è un'antica unità di misura di superficie francese e svizzera corrispondente solitamente a un quadrato di dieci aste di lato (circa 71 metri), ma che variava a seconda delle località e del periodo storico. In Francia un arpento poteva corrispondere a una superficie da 32 a 78 are e in Svizzera poteva arrivare fino a 144 are. Questa unità di misura è rimasta in uso in Nord America dove denota anche un'unità di lunghezza, come in Quebec e in alcuni stati americani, che un tempo appartenevano alla Louisiana francese o all'impero spagnolo.

## Origine del nome
Il termine arpent è attestato in francese antico prima del 1100. È una delle poche parole francesi di origine gallica e deriva dal gallico arepennis o arapennis, termine usato come unità di misura della superficie agraria da Columella e nella raccolta dei Gromatici veteres. Il termine è composto da are, "davanti", e penno, "testa", e inizialmente indicava "fine, termine", e quindi, nel caso di un terreno agricolo, la sua superficie.
L'arepennis era equivalente all'actus quadrato romano, che valeva circa 12,5 o 12,6 are, cioè 1 260 mq. L'actus lineare corrispondeva, secondo Plinio il Vecchio e Columella, alla lunghezza ottimale di un solco tracciato da un aratro trainato da una coppia di buoi. Tuttavia in seguito il termine "arpento" venne utilizzato come traduzione di jugerum, unità base del sistema agrario romano che valeva due actus quadrati, cioè circa 25 are (2 500 mq).

## Nel regno di Francia
L'arpento era l'unità di misura della superficie agraria più utilizzata nella maggior parte delle zone della Francia. Era definita come l'area di un quadrato con lato di dieci aste. La lunghezza dell'asta, tuttavia, poteva variare: nel XVII secolo la cosiddetta "asta delle acque e foreste" valeva 22 piedi, o 7,146 metri, e quindi un arpento "delle acque e foreste", o arpento reale o legale, valeva circa 51 are, cioè circa mezzo ettaro. Esisteva anche un arpento di Parigi, costruito su un'asta di 18 piedi, che valeva quindi 34,19 are, e un arpento comune, basato su un'asta di 20 piedi, che valeva 42,21 are. Questi tre tipi di arpento erano quelli più utilizzati nei paesi dell'Île-de-France, ma non erano gli unici. Altri arpenti erano specifici di altre regioni. I loro valori potevano variare da 32 a 78 are. In Svizzera l'arpento poteva variare da 35 a 144 are (a Ginevra, nel 1849, valeva 51,66 are).
In Normandia e nelle zone del nord-ovest veniva utilizzato l'acro al posto dell'arpento. Nel nord della Francia o nel Brabante il bonnier, unità principale del sistema carolingio e di valore maggiore dell'arpento, rimase in uso fino alla Rivoluzione. 

## Nel Nord America
In Nord America, l'arpento è anche un'unità di lunghezza, corrispondente al lato di un quadrato di area un arpento. L'arpento, come unità di superficie, viene quindi chiamato anche "arpento quadrato". Il termine è utilizzato in alcuni contesti locali, sia come unità di superficie che di lunghezza.

### Durante il periodo coloniale
Nelle colonie francesi in Nord America, nel XVIII secolo, l'arpento fu l'unità di misura di lunghezza utilizzata per distribuire le terre destinate alla coltivazione. In particolare, nel sud della Louisiana, ogni possedimento misurava da due a quattro arpenti in larghezza lungo un corso d'acqua su cui si affacciava, e da quaranta a sessanta arpenti in profondità. 

### Nell'epoca contemporanea
L'arpento, detto anche "acro francese" nella zona anglofona dell'America, è usato ancora oggi, per esempio nella compravendita di grandi aree agricole. In Quebec un arpento vale 32400 piedi quadrati francesi, cioè 3418,89 mq. In Louisiana, Mississippi, Alabama e Florida un arpento vale circa 3424,77 mq, mentre in Arkansas e Missouri vale 3442,66 mq.